# Ticengo
Ticengo là một đô thị ở tỉnh Cremona, vùng Lombardia của Italia, có vị trí cách khoảng 50 km về phía đông của Milan và khoảng 30 km về phía tây bắc của Cremona. Tại thời điểm ngày 31 tháng 12 năm 2004, đô thị này có dân số 451 người và diện tích là 8,1 km².
Ticengo giáp các đô thị: Casaletto di Sopra, Cumignano sul Naviglio, Romanengo, Salvirola, Soncino.